# 格爾利茨公園

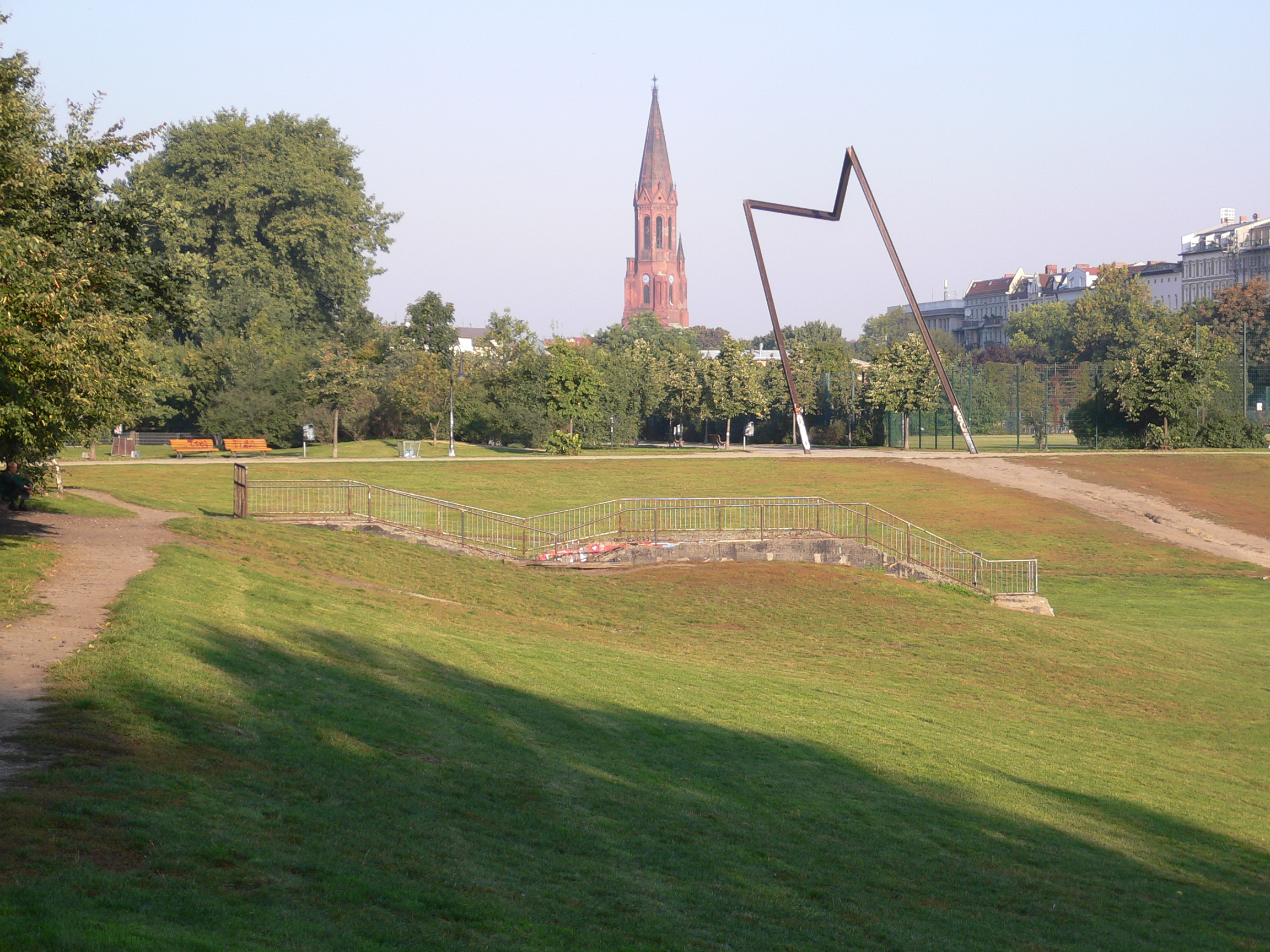
公園在2005年

52°29′47.1″N 13°26′16.1″E / 52.496417°N 13.437806°E
格爾利茨公園（德語：Görlitzer Park）是德國首都柏林的一座公園，位於十字山。公園的西北角是格爾利茨站。公園設立於1980年代，在此之前這裡曾是一座火車站。這裡也是一個購買大麻的熱點。